# Himerois
Himerois là một chi bướm đêm thuộc họ Noctuidae.

## Các loài
- Himerois angustitaenia Warren, 1913
- Himerois basiscripta Warren, 1913
- Himerois periphaea Turner, 1920
- Himerois thiochroa Turner, 1902
- Himerois univittata Pagenstecher, 1900